# Associazione Calcio Monza Brianza 1912 2005-2006
Questa voce raccoglie le informazioni riguardanti l'Associazione Calcio Monza Brianza 1912 nelle competizioni ufficiali della stagione 2005-2006

## Stagione
Nella stagione 2005-2006 il neo ripescato Monza disputa il girone A del campionato di Serie C1, raccoglie 56 punti con il terzo posto di classifica, disputa i Play-off vincendo la semifinale contro il Pavia, ma perde la doppia finale contro il Genoa. I liguri sono così subito risaliti in Serie B con lo Spezia, che ha vinto il campionato. I biancorossi brianzoli allenati da Giuliano Sonzogni dopo una buona partenza, sono stati penalizzati da tanti pareggi, al termine del girone di andata sono settimi con 23 punti, a 11 punti dal Genoa capolista. Nel girone di ritorno raccolgono 33 punti e rimontano fino al secondo posto finale con il Genoa, alle spalle dello Spezia che ha fatto il vuoto. Il miglior marcatore di stagione per i brianzoli è Alberto Bertolini con 11 reti, bene ha fatto anche il nigeriano Morgan Egbedi con 10 centri, 9 realizzati in campionato ed uno nei Paly-off. Nella Coppa Italia Nazionale che è ritornata ad essere ad eliminazione diretta in gara unica, il Monza supera nel primo turno il Lecce, mentre nel secondo turno viene eliminato dal Pavia, in entrambi i casi ai calci di rigore. Nella Coppa Italia di Serie C il Monza entra in scena nei sedicesimi, superato nel doppio confronto dalla Pro Vercelli.

## Rosa
| N. |                            | Ruolo | Calciatore         |
| -- | -------------------------- | ----- | ------------------ |
|    | Italia (bandiera)          | P     | Liam Ardigò        |
|    | Gambia (bandiera)          | D     | Simon Barjie       |
|    | Italia (bandiera)          | A     | Pasquale Basilico  |
|    | Italia (bandiera)          | A     | Matteo Beretta     |
|    | Italia (bandiera)          | A     | Alberto Bertolin   |
|    | Italia (bandiera)          | C     | Luca Brambilla     |
|    | Italia (bandiera)          | P     | [Fabio Carrara     |
|    | Italia (bandiera)          | C     | Gianluca Coti      |
|    | Gambia (bandiera)          | A     | Morgan Egbedi      |
|    | Rep. Dominicana (bandiera) | C     | Vinicio Espinal    |
|    | Italia (bandiera)          | A     | Daniele Federici   |
|    | Italia (bandiera)          | D     | Cristiano Giaretta |
|    | Italia (bandiera)          | A     | Marco Guidone      |

| N. |                    | Ruolo | Calciatore               |
| -- | ------------------ | ----- | ------------------------ |
|    | Italia (bandiera)  | C     | Michele Magrin           |
|    | Italia (bandiera)  | D     | Matteo Melani            |
|    | Italia (bandiera)  | C     | Roberto Menassi          |
|    | Italia (bandiera)  | C     | Rubens Pasino            |
|    | Italia (bandiera)  | D     | Gabriele Perico          |
|    | Italia (bandiera)  | C     | Marco Piovanelli         |
|    | Italia (bandiera)  | C     | Alessandro Pontarollo    |
|    | Brasile (bandiera) | D     | Gleison Pinto Dos Santos |
|    | Italia (bandiera)  | C     | Cristiano Scazzola       |
|    | Italia (bandiera)  | D     | Alessandro Tamai         |
|    | Italia (bandiera)  | C     | Fabio Tricarico          |
|    | Italia (bandiera)  | C     | Fabio Visone             |
|    | Italia (bandiera)  | D     | Marco Zaffaroni          |

## Risultati

### Campionato

#### Girone di andata
| Arbitro: | Zanardo (Conegliano) |

|                            |           |  |
| Egbedi 81’ Bertolini 90+1’ | Marcatori |  |

| Pavia 4 settembre 2005 2ª giornata | Pavia              | 0 – 0 | Monza | Stadio Pietro Fortunati\| Arbitro: \| Velotto (Grosseto) \| |
| Arbitro:                           | Velotto (Grosseto) |       |       |                                                             |

| Arbitro: | Celi (Bari) |

|  |           |                                      |
|  | Marcatori | 26’ Egbedi 70’ Santos 85’ V. Espinal |

| Arbitro: | Salati (Trento) |

|                                    |           |  |
| V. Espinal 24’, 51’ Pontarollo 54’ | Marcatori |  |

| Arbitro: | Damato (Barletta) |

|             |           |               |
| Ferraro 30’ | Marcatori | 27’ Tricarico |

| Arbitro: | Pierpaoli (Firenze) |

|                            |           |               |
| Tricarico 63’ Federici 80’ | Marcatori | 90+3’ Carteri |

| Arbitro: | Scoditti (Bologna) |

|         |           |                      |
| Taua 7’ | Marcatori | 78’ (rig.) Tricarico |

| Monza 16 ottobre 2005 8ª giornata | Monza          | 0 – 0 | Novara | Stadio Brianteo\| Arbitro: \| Orsato (Schio) \| |
| Arbitro:                          | Orsato (Schio) |       |        |                                                 |

| Busto Arsizio 23 ottobre 2005 9ª giornata | Pro Patria         | 0 – 0 | Monza | Stadio Carlo Speroni\| Arbitro: \| Velotto (Grosseto) \| |
| Arbitro:                                  | Velotto (Grosseto) |       |       |                                                          |

| Arbitro: | Damato (Barletta) |

|            |           |               |
| Barjie 81’ | Marcatori | 9’ Varricchio |

| Arbitro: | Salati (Trento) |

|                                        |           |  |
| U. Improta 56’ Cazzola 68’ Giraldi 81’ | Marcatori |  |

| Arbitro: | Taverna (Taurianova) |

|                  |           |           |
| Piovaccari 45+2’ | Marcatori | 81’ Campi |

| Arbitro: | Mannella (Avezzano) |

|                      |           |            |
| Lagrottería 10’, 86’ | Marcatori | 23’ Egbedi |

| Monza 4 dicembre 2005 14ª giornata | Monza            | 0 – 0 | Genoa | Stadio Brianteo\| Arbitro: \| Iannone (Napoli) \| |
| Arbitro:                           | Iannone (Napoli) |       |       |                                                   |

| Arbitro: | Cavarretta (Trapani) |

|            |           |            |
| Fietta 13’ | Marcatori | 43’ Egbedi |

| Arbitro: | Russo (Nola) |

|              |           |             |
| Federici 60’ | Marcatori | 10’ Croceri |

| Arbitro: | Giglioni (Siena) |

|           |           |            |
| Memmo 41’ | Marcatori | 12’ Egbedi |

#### Girone di ritorno
| Arbitro: | Ballo (Trapani) |

|  |           |                |
|  | Marcatori | 30’ V. Espinal |

| Arbitro: | Tommasi (Bassano del Grappa) |

|                |           |  |
| V. Espinal 39’ | Marcatori |  |

| Arbitro: | Liotta (Caltanissetta) |

|  |           |               |
|  | Marcatori | 26’ Sansovini |

| Arbitro: | Meli (Parma) |

|                          |           |                                               |
| Zanetti 26’ Chiurato 90’ | Marcatori | 10’ Beretta 12’ V. Espinal 79’, 85’ Bertolini |

| Arbitro: | Baracani (Firenze) |

|                  |           |                      |
| Beretta 30’, 62’ | Marcatori | 36’ (rig.) De Cesare |

| Arbitro: | Zanchin (Biella) |

|  |           |             |
|  | Marcatori | 16’ Beretta |

| Arbitro: | Celi (Bari) |

|             |           |  |
| Beretta 21’ | Marcatori |  |

| Arbitro: | Cavarretta (Trapani) |

|              |           |                |
| Zaccanti 13’ | Marcatori | 37’ V. Espinal |

| Arbitro: | Stallone (Foggia) |

|  |           |             |
|  | Marcatori | 86’ Temelin |

| Arbitro: | Iannone (Napoli) |

|               |           |  |
| Varricchio 2’ | Marcatori |  |

| Arbitro: | Manera (Castelfranco Veneto) |

|               |           |             |
| Bertolini 13’ | Marcatori | 16’ Cazzola |

| Arbitro: | Zega (Fermo) |

|  |           |            |
|  | Marcatori | 66’ Egbedi |

| Arbitro: | Lena (Ciampino) |

|            |           |  |
| Egbedi 22’ | Marcatori |  |

| Arbitro: | Orsato (Schio) |

|                       |           |  |
| Iliev 44’ Baldini 32’ | Marcatori |  |

| Monza 23 aprile 2006 32ª giornata | Monza                 | 0 – 0 | Pizzighettone | Stadio Brianteo\| Arbitro: \| Guerriero (Catanzaro) \| |
| Arbitro:                          | Guerriero (Catanzaro) |       |               |                                                        |

| Arbitro: | Candussio (Cervignano del Friuli) |

|  |           |            |
|  | Marcatori | 67’ Egbedi |

| Arbitro: | Pinzani (Empoli) |

|                        |           |              |
| Egbedi 50’ Beretta 66’ | Marcatori | 70’ Califano |

### Play-off
| Arbitro: | Iannone (Napoli) |

|              |           |               |
| Veronese 61’ | Marcatori | 84’ Bertolini |

| Arbitro: | Lena (Ciampino) |

|                   |           |  |
| Bertolini 5’, 10’ | Marcatori |  |

| Arbitro: | Orsato (Schio) |

|  |           |                       |
|  | Marcatori | 55’ Zaniolo 67’ Iliev |

| Arbitro: | Damato (Barletta) |

|  |           |            |
|  | Marcatori | 61’ Egbedi |

### Coppa Italia A e B
| Arbitro: | De Marco (Chiavari) |

|                                       |                      |                                   |
| Federici 87’ (rig.)                   | Marcatori            | 31’ Marianini                     |
| Scazzola Bertolini Tricarico Federici | Tiri di rigore 4 – 2 | Ledesma Camorani Diamoutene Pellè |

| Arbitro: | Herberg (Messina) |

|                                              |                      |                                                |
| Bertolini 27’                                | Marcatori            | 85’ Preite                                     |
| Scazzola Campi Tricarico Federici V. Espinal | Tiri di rigore 3 – 4 | M. Tarantino N. Napolitano Lunardini Bandirali |

### Coppa Italia di Serie C

#### Sedicesimi
| Arbitro: | Branciforte (Nuoro) |

|                |           |                                   |
| Piovanelli 75’ | Marcatori | 12’ Labriola 61’ Baldi 85’ Ariola |

| Arbitro: | Zanichelli (Genova) |

|                                                      |           |  |
| Labriola 18’ Scapini 45’ (rig.) Vasoio 69’ Baldi 86’ | Marcatori |  |

## Statistiche

### Statistiche di squadra
| Competizione         | Punti | In casa | In casa | In casa | In casa | In casa | In casa | In trasferta | In trasferta | In trasferta | In trasferta | In trasferta | In trasferta | Totale | Totale | Totale | Totale | Totale | Totale | DR |
| Competizione         | Punti | G       | V       | N       | P       | Gf      | Gs      | G            | V            | N            | P            | Gf           | Gs           | G      | V      | N      | P      | Gf     | Gs     | DR |
| -------------------- | ----- | ------- | ------- | ------- | ------- | ------- | ------- | ------------ | ------------ | ------------ | ------------ | ------------ | ------------ | ------ | ------ | ------ | ------ | ------ | ------ | -- |
| Serie C1             | .     | ..      | .       | .       | .       | ..      | ..      | ..           | .            | .            | .            | ..           | ..           | ..     | .      | .      | .      | ..     | ..     | +  |
| Play-off             | -     | ..      | .       | .       | .       | ..      | ..      | ..           | .            | .            | .            | ..           | ..           | ..     | .      | .      | .      | ..     | ..     | +  |
| Coppa Italia         | -     | ..      | .       | .       | .       | ..      | ..      | ..           | .            | .            | .            | ..           | ..           | ..     | .      | .      | .      | ..     | ..     | +  |
| Coppa Italia Serie C | -     | ..      | .       | .       | .       | ..      | ..      | ..           | .            | .            | .            | ..           | ..           | ..     | .      | .      | .      | ..     | ..     | +  |
| Totale               | -     | ..      | .       | .       | .       | ..      | ..      | ..           | .            | .            | .            | ..           | ..           | ..     | .      | .      | .      | ..     | ..     | +  |

### Statistiche dei giocatori
| Giocatore       | Serie C1 | Serie C1 | Play-off | Play-off | Coppa Italia | Coppa Italia | Coppa Serie C | Coppa Serie C | Totale   | Totale |
| Giocatore       | Presenze | Reti     | Presenze | Reti     | Presenze     | Reti         | Presenze      | Reti          | Presenze | Reti   |
| --------------- | -------- | -------- | -------- | -------- | ------------ | ------------ | ------------- | ------------- | -------- | ------ |
| L. Ardigò       | 3        | -3       | 0        | 0        | 0            | 0            | 2             | -7            | 5        | -10    |
| S. Barjie       | 31       | 1        | 2        | 0        | 1            | 0            | 0             | 0             | 34       | 1      |
| P. Basilico     | 8        | 0        | 0        | 0        | 0            | 0            | 1             | 0             | 9        | 0      |
| M. Beretta      | 13       | 6        | 2        | 0        | 0            | 0            | 0             | 0             | 15       | 6      |
| A. Bertolini    | 30       | 4        | 4        | 3        | 2            | 1            | 0             | 0             | 36       | 8      |
| L. Brambilla    | 6        | 0        | 0        | 0        | 0            | 0            | 1             | 0             | 7        | 0      |
| A. Cambiaghi    | 0        | 0        | 0        | 0        | 0            | 0            | 1             | 0             | 1        | 0      |
| C. Campi        | 28       | 1        | 4        | 0        | 2            | 0            | 0             | 0             | 34       | 1      |
| V. Capocchiano  | 6        | 0        | 0        | 0        | 0            | 0            | 1             | 0             | 7        | 0      |
| F. Carrara      | 31       | -22      | 4        | -3       | 1            | -1           | 0             | 0             | 36       | -26    |
| G. Coti         | 13       | 0        | 4        | 0        | 0            | 0            | 0             | 0             | 17       | 0      |
| M. Egbedi       | 32       | 9        | 3        | 1        | 2            | 0            | 1             | 0             | 38       | 10     |
| V. Espinal      | 34       | 7        | 4        | 0        | 2            | 0            | 0             | 0             | 40       | 7      |
| D. Federici     | 15       | 2        | 0        | 0        | 2            | 1            | 1             | 0             | 18       | 3      |
| A. Fruggiero    | 0        | 0        | 0        | 0        | 0            | 0            | 1             | 0             | 1        | 0      |
| C. Giaretta     | 3        | 0        | 0        | 0        | 2            | 0            | 0             | 0             | 5        | 0      |
| R. Guidetti     | 0        | 0        | 0        | 0        | 0            | 0            | 1             | 0             | 1        | 0      |
| M. Guidone      | 5        | 0        | 2        | 0        | 0            | 0            | 1             | 0             | 8        | 0      |
| L. Lovece       | 0        | 0        | 0        | 0        | 0            | 0            | 1             | 0             | 1        | 0      |
| D. Luciano      | 0        | 0        | 0        | 0        | 0            | 0            | 1             | 0             | 1        | 0      |
| M. Magrin       | 20       | 0        | 3        | 0        | 0            | 0            | 1             | 0             | 24       | 0      |
| A. Martinelli   | 0        | 0        | 0        | 0        | 0            | 0            | 1             | 0             | 1        | 0      |
| M. Melani       | 7        | 0        | 0        | 0        | 0            | 0            | 1             | 0             | 8        | 0      |
| R. Menassi      | 31       | 0        | 4        | 0        | 2            | 0            | 0             | 0             | 37       | 0      |
| A. Monelli      | 0        | 0        | 0        | 0        | 0            | 0            | 1             | 0             | 1        | 0      |
| P. Paloschi     | 0        | 0        | 0        | 0        | 0            | 0            | 0             | 0             | 0        | 0      |
| R. Pasino       | 10       | 0        | 1        | 0        | 0            | 0            | 0             | 0             | 11       | 0      |
| G. Perico       | 7        | 0        | 3        | 0        | 0            | 0            | 0             | 0             | 10       | 0      |
| M. Piovanelli   | 2        | 0        | 0        | 0        | 0            | 0            | 2             | 1             | 4        | 1      |
| A. Pontarollo   | 32       | 1        | 4        | 0        | 2            | 0            | 0             | 0             | 38       | 1      |
| . Posenato      | 0        | 0        | 0        | 0        | 0            | 0            | 1             | 0             | 1        | 0      |
| D. Radaelli     | 0        | 0        | 0        | 0        | 0            | 0            | 1             | 0             | 1        | 0      |
| L. Righi        | 0        | 0        | 0        | 0        | 1            | -1           | 0             | 0             | 1        | -1     |
| I. Rurale       | 0        | 0        | 0        | 0        | 0            | 0            | 1             | 0             | 1        | 0      |
| G.P. Dos Santos | 32       | 1        | 4        | 0        | 2            | 0            | 0             | 0             | 38       | 1      |
| C. Scazzola     | 13       | 0        | 0        | 0        | 2            | 0            | 1             | 0             | 16       | 0      |
| C. Spedicato    | 0        | 0        | 0        | 0        | 0            | 0            | 1             | 0             | 1        | 0      |
| A. Tamai        | 0        | 0        | 0        | 0        | 0            | 0            | 1             | 0             | 1        | 0      |
| F. Tricarico    | 27       | 3        | 4        | 0        | 2            | 0            | 0             | 0             | 33       | 3      |
| F. Visone       | 1        | 0        | 0        | 0        | 0            | 0            | 2             | 0             | 3        | 0      |
| A. Wilson       | 0        | 0        | 0        | 0        | 1            | 0            | 0             | 0             | 1        | 0      |
| M. Zaffaroni    | 34       | 0        | 4        | 0        | 2            | 0            | 0             | 0             | 40       | 0      |
| J. Zenga        | 0        | 0        | 0        | 0        | 0            | 0            | 1             | 0             | 1        | 0      |